# Techniques de kenjutsu
Cette page répertorie les principales techniques de kenjutsu, la maîtrise du sabre japonais ou nippon to, le faîte du budō. En aucun cas cette page ne prétend remplacer l'enseignement éclairé d'un maître d'armes. Les principes de la gestion de l'adversaire, du temps et de l'espace sont incompréhensibles sans l'expérience. Il faut parler peu, s'exercer souvent et garder une âme de débutant. Perçues par l'expérience, les idées exprimées ici sont nommées différemment selon la tradition des ryū.

« La simple lecture de ce livre ne saurait faire parvenir à la Voie de la tactique et il faut éviter d'en considérer le contenu comme un simple recueil de mots. Au contraire, il faut essayer d'adapter tout ce qui est dit à notre propre corps. Découvrez de vous-même ces théories en évitant l'imitation et le plagiat. Sans cesse, réfléchissez selon votre corps. »

— Musashi Miyamoto, Gorin no sho

## Les quatre techniques dukenjutsu
Toutes autres techniques ont pour composantes ces quatre techniques de base : kiri otoshi, kiri age, kiri keishi et maki otoshi, même si ces techniques sont sujettes à polémique. La différence entre l'attaque et la parade-riposte est ténue. On ne choisit jamais la technique que l'on exécute, c'est l'adversaire et les circonstances qui choisissent pour le combattant.

### Kiri otoshi
Kiri signifie « couper », et otoshi désigne une action du sabre vers le bas. On dévie la lame de l'adversaire attaquant par une coupe du tranchant de la lame. Parade et riposte sont simultanées.

### Kiri age
Age est une action du sabre vers le haut. On dévie la lame de l'attaquant par un mouvement de coupe, mais du dos de la lame. Ce mouvement est utilisé comme une parade et permet d'être immédiatement prêt pour une attaque.

### Kiri kaeshi
C'est une technique difficile à décrire. La parade et la riposte sont simultanées. Entre autres, on récupère l'énergie du sabre de l'adversaire pour mieux couper ce dernier.

### Maki otoshi
Maki signifie « enrouler ». On intercepte la lame de l'opposant, c'est la parade. Puis, par mouvement de rouleau, on projette la pointe du sabre adverse dans les jambes de l'ennemi, la riposte. C'est aussi une manœuvre de désarmement.

« Coup de feuille d'érable

Ce coup de feuille d'érable consiste à faire tomber le sabre adverse et à reprendre notre position de mise en garde avec notre sabre. Tout d'abord votre adversaire était en garde, face à vous, en train de penser à vous atteindre ou à vous cingler ou bien à se défendre. Alors vous frappez fort son sabre, soit selon le coup sans penser, sans aspect, soit selon l'éraflure rapide comme une étincelle, puis ne cessez de coller à son sabre la pointe du vôtre frappant vers le bas, alors le sabre de votre adversaire ne manquera pas de tomber. Si vous vous exercez bien à ce coup, il vous sera facile de faire tomber le sabre adverse. Exercez-vous bien. »

— Musashi Miyamoto, Gorin no sho

### Techniques subsidiaires
- Uke nagashi : technique plus « ancienne » et plus triviale que kiri kaeshi. Uke signifie « recevoir », nagashi veut dire « couler ». On reçoit la coupe de l'adversaire avec le sabre comme si on était sous un toit suur lequel la frappe glisse en étant dévié sur le côté puis on riposte.

- Han rai.

## Quelques concepts pour comprendre
Voici pêle-mêle les principes mis en œuvre pour réaliser les techniques. On doit appliquer ces principes avec le bon sens dicté par la situation.

### Les huit coupes
On doit maîtriser shomen uchi, tsuki, yoko guruma (gauche et droite), keisa giri (gauche et droite) et gyaku keisa giri (gauche et droite). Attention toutefois, c'est purement théorique. Toutes les coupes sont rectilignes pour suivre le tranchant de la lame. Dévier lors d'une coupe implique de prendre le risque de bloquer ou de casser la lame si elle ne traverse pas sa victime.

#### Shomen uchi
Le shomen uchi est une coupe verticale du milieu-haut du visage (men) vers le bas. Vertical à plus ou moins 3 degrés, shomen uchi n'est jamais parfaitement vertical, mais toujours parfaitement rectiligne. C'est l'une des huit coupes de base, correspondant aux huit directions. Sur l'illustration, la personne tient son sabre des deux mains, donc en morote uchi.

#### Tsuki
Le tsuki est un coup d'estoc. Le principe est le même que shomen uchi. Le mouvement idéal suit une trajectoire rectiligne. C'est l'une des huit coupes de base, correspondant aux huit directions. Le cisaillement résultant du mouvement vers l'avant en fait une vraie coupe.

#### Yoko guruma
Le yoko guruma est une coupe horizontale de gauche à droite ou l'inverse. Yoko signifie « côté ». C'est une coupe horizontale à plus ou moins 3 degrés et elle s'effectue à n'importe quelle hauteur (décapitation, éventrement…).

#### Keisa giri
Le keisa giri est un mouvement de découpe diagonale vers le bas, selon un angle quelconque, de gauche à droite ou l'inverse. C'est l'union du principe de la coupe shomen uchi et de celui de la coupe yoko guruma. Idéalement de l'épaule à la hanche du côté opposé, suivant la direction donnée par les cordons de la bourse (keisa, en japonais). C'est le mouvement le plus facile lors de l'exercice du tameshi giri. C'est également l'une des huit coupes de base correspondant aux huit directions.

#### Gyaku keisa giri
Le yaku keisa giri est un mouvement de découpe diagonal vers le haut, selon un angle quelconque, de gauche à droite ou l'inverse. Gyaku signifie « inverse ».

#### Yokomen uchi
Le yokomen uchi est une coupe keisa giri au visage. Yokomen est le « côté du visage ». Mouvement-union des principes shomen uchi et kesa giri, en d'autres termes, le principe shomen uchi — shomen uchi — yoko guruma. Ce n'est pas l'une des huit coupes de base, correspondant aux huit directions.

« Au sujet des coups et éraflures

Les coups sont une chose et les éraflures en sont une autre. Toutes les sortes de coups sont portés sciemment et avec certitude. Les éraflures ne sont que des touches. Même si les éraflures sont profondes au point que l'adversaire en meure sur le coup, ce ne sont encore que des touches. Tandis que les coups sont portés sciemment. Réfléchissez-y bien.

Érafler les mains ou les jambes de l'adversaire signifie les toucher d'abord en vue de porter un coup plus fort ensuite. Donc éraflure ne signifie que toucher. Si l'on s'exerce bien, on comprendra facilement la différence entre les deux. Méditez bien là-dessus. »

— Musashi Miyamoto, Gorin no sho

### Shisei— L'attitude
Une bonne attitude: le dos droit, relâchement des bras, être centré… Les coupes sont puissantes, les déplacements sont aisés. Par les 4 techniques, il faut briser le shisei de votre adversaire.

« Position du corps au milieu de la tactique

La tête ne doit être ni inclinée en avant ni rejetée en arrière ni penchée sur le côté. Les yeux ne doivent pas errer de ci de là. Ne pas plisser le front mais froncer les sourcils. Éviter les mouvements de pupilles et les battements de paupières. Cligner un peu des yeux. Garder un visage décontracté, le nez non tiré. Redresser un peu le menton. Pour la nuque, elle doit être droite et il faut y concentrer sa force qui doit également être répartie des épaules à la totalité du corps. Épaules dégagées, maintenir toujours droite la colonne vertébrale. Le bas des reins ne doit pas être proéminent, mettre de la force dans les genoux et la pointe des orteils, tendre le ventre afin de ne pas avoir les reins courbés. “Fixer la clavette”, c'est-à-dire bien appuyer le ventre sur la gaine du petit sabre afin de ne pas donner de lest à votre ceinture.

En bref, dans l'attitude que l'on doit avoir dans la tactique, l'essentiel est que le comportement quotidien devienne comportement de la tactique et que le comportement de la tactique devienne comportement quotidien. Réfléchissez-y bien. »

— Musashi Miyamoto, Gorin no sho

### Te no uchi— La saisie du sabre
La garde du nippon to, le tsuba, est petite. La poignée du sabre, tsuka est donc dégagée. Attention à ne pas se faire couper les doigts, à se faire désarmer. Il faut être relâché, tenir le sabre entre le pouce et l'index. On peut déplacer aisément les mains sur la tsuka, couper à une main ou deux selon des techniques et les circonstances. Lorsqu'on coupe un adversaire, il faut avoir un te no uchi ferme en serrant les petits doigts, sinon on ne coupe pas. On utilise le te no uchi enseigné par l'école.

« Façon de tenir un sabre

Pour tenir un sabre en main, il faut que: pouce et index soient consciemment souples, le majeur ne doit être ni crispé ni relâché, l'annulaire et l'auriculaire doivent être consciemment serrés. Il n'est pas bon que l'intérieur des mains soit lâche.

Tenez votre sabre en pensant toujours qu'il doit couper votre adversaire. Au moment où vous êtes en train de pourfendre votre adversaire, ne modifiez jamais l'intérieur de vos mains et maintenez votre sabre de telle façon qu'elles ne soient pas figées. Même si vous cinglez le sabre de votre adversaire ou bien l'interceptez sur le vôtre ou bien l'emprisonnez à l'aide du vôtre, ne modifiez que votre pouce et votre index selon votre volonté. Avant tout, ne manipulez le sabre qu'avec la ferme intention de pourfendre votre adversaire.

Qu'il s'agisse d'un exercice sur un condamné à la peine capitale ou d'un combat réel, la position de vos mains est la même pour pourfendre un homme.

En bref, pour un sabre ou une main, le plus mauvais est de demeurer figé. La position figée correspond à une main morte. Ne jamais demeurer figé correspond à une main vivante. Il faut bien comprendre tout cela. »

— Musashi Miyamoto, Gorin no sho

### Awase— La simultanéité
Bougez comme votre adversaire, en même temps que lui. Enfin à temps et contretemps. Pour s'entrainer à ces mouvements, au dojo, les élèves font simultanément le même geste, en suivant l'enseignant.

### Ki ken tai no itchi— Leki, la lame et le corps sont un
Lorsque la lame finit sa coupe, le corps a fini son déplacement. C'est important pour la coupe et la survie du sabreur. La puissance des jambes, attachées au corps par les hanches, est transmise au sabre. Alors, sans force, toujours disponible à l'imprévu, les frappes et les coupes sont d'une puissance et d'une lourdeur impressionnante.

« À propos du corps qui remplace le sabre

Le corps qui remplace le sabre pourrait être appelé aussi le sabre qui remplace le corps. En général, on dit que lorsque l'on porte un coup à l'adversaire, le corps et le sabre ne manœuvrent pas ensemble. Selon les formes d'attaque de l'adversaire, notre corps prend d'abord la forme attaquante, ensuite notre sabre porte son coup à l'ennemi indépendamment de notre corps. Ou bien, dans certains cas, notre corps ne bouge pas et seul notre sabre passe à l'attaque de l'adversaire, mais dans les grandes occasions, c'est le corps qui attaque tout d'abord et le sabre suit. Réfléchissez-y bien et apprenez ces coups. »

— Musashi Miyamoto, Gorin no sho

### Maai— La distance
- To ma : la distance à laquelle on est suffisamment loin pour être hors de portée du sabre de l'adversaire. Le combattant n'est pas en danger.
- Ma : la distance à laquelle les deux sabreurs sont suffisamment proches pour être prêts à porter une coupe. Il suffit d'un demi-pas pour pourfendre l'adversaire.
- Chika ma : la distance suffisamment proche pour que les sabres soient inefficaces. On est à nouveau en sécurité. C'est tout de même en relation avec la longueur des lames et les compétences de jujitsu de l'adversaire.

« Position des corps adverses comme s'ils étaient laqués ou collés

Laqués ou collés signifie que les corps des deux adversaires sont très rapprochés et ne se séparent plus. Lorsque nous approchons du corps de notre adversaire, collons-nous fort à lui par la tête, le tronc et les jambes. Bien qu'en général les gens approchent vite leur visage et leurs jambes, leur corps est sujet à demeurer en arrière. Il faut donc bien coller son corps à celui de l'adversaire et y adhérer de façon qu'il n'y ait aucun espace. Réfléchissez-y bien. »

— Musashi Miyamoto, Gorin no sho

### Seme— La menace
Au Japon, pas de bouclier. Le seul rempart est le sabre et sa pointe ou bien la coupe que l'on peut potentiellement développer lorsque le kamae choisi laisse des ouvertures. On doit avoir la ferme intention de pourfendre l'ennemi. Défendant : on ne sera jamais vainqueur. Il faut attaquer ou attaquer en défense, sinon on risque un coup fatal.

### Zanshin— La vigilance
Il faut être prêt à toutes sortes d'attaques, à tout moment. On doit être en état de vigilance active, l'esprit doit être calme mais non endormi.

« Position de l'esprit au milieu de cette tactique

Dans la Voie de la tactique, l'esprit doit avoir la même position que dans la vie quotidienne. Dans la vie courante ou au moment d'appliquer la tactique, rien ne doit changer. Conservez un esprit vaste, droit, sans trop de tension ni aucun relâchement, évitez qu'il soit unilatéral, maintenez-le au juste milieu, faites-le agir tranquillement de façon que cette agitation ne s'arrête même un seul instant : réfléchissez bien à tout cela. »

— Musashi Miyamoto, Gorin no sho

### Metsuke— Le regard
La vision directe est la plus connue car c’est celle qui est utilisée consciemment lors de la lecture, par exemple ; c’est une vision focale, c’est celle qui concentre l'attention sur un point en particulier, permettant au cerveau d’analyser précisément l’objet scruté. La vision périphérique est, elle, moins connue puisqu’elle fait appel davantage au cerveau reptilien, c’est la vision globale hors toute focalisation. La vision périphérique est celle qui entoure ce que nous regardons. Elle est floue et perçoit très bien le mouvement.
Si la vision directe est corticale, c'est-à-dire qu’elle passe irrémédiablement par une phase d’analyse, ce qui lui confère des propriétés propres à faire naître soit une réflexion soit nos émotions. A contrario, la vision périphérique passe directement par le thalamus qui active directement l’amygdale et l’aire visuelle secondaire impliquée dans la détection du mouvement. Un danger approche (mouvement), la réaction est immédiate sans analyse, sans peur, bref sans émotion. C’est le corps qui utilise ses réflexes les plus anciens pour se protéger. Il peut également faire appel aux automatismes qu’il aura jugé utiles à la survie.

« Au sujet de la position des yeux dans la tactique

La position doit permettre de voir largement et vastement. Entre voir et regarder, voir est plus important que regarder. L'essentiel dans la tactique est de voir ce qui est éloigné comme si c'était proche et de voir ce qui est proche comme si c'était éloigné. L'important dans la tactique est de connaître le sabre de l'adversaire, mais de ne pas regarder du tout ce sabre adverse. Méditez bien là-dessus. Cette position des yeux convient aussi bien dans la tactique du simple duel que dans une bataille.

Le premier point est de savoir regarder de côté sans bouger les pupilles. Toutes ces positions ne peuvent être acquises d'un seul coup dans les moments d'urgences. Donc ayez bien en tête tout ce que j'ai écrit jusqu'ici, gardez bien cette position des yeux dans la vie quotidienne et, en toutes occasions, ne modifiez pas la position de vos yeux. Réfléchissez bien à tout cela. »

— Musashi Miyamoto, Gorin no sho

### Kamae— La garde
Les coupes ne sont qu'une succession de kamae. Voici quelques gardes de base :
- Chūdan no kamae : l'escrimeur est de face, le sabre pointé devant lui. Cette garde permet le tsuki ou bien de changer de garde pour armer une coupe.
- Hassō no kamae : le sabre est tenu lame vers le haut, la poignée (tsuka) au niveau de l'épaule. Il est prêt à couper en kesa giri.
- Jōdan no kamae : le sabre est tenu au-dessus de la tête, en position haute, jōdan. La lame est prête à couper en shōmen. On la surnomme aussi de hi no gamae, la « posture du feu », en référence au style Yagyu shinkage, qui a eu une grande influence sur la naissance du kendo.
- Gedan no kamae : position basse, gedan. Le sabre est tenu en bas, tranchant vers le bas, la poignée au niveau du bassin. C'est la position de fin de coupe kesa giri.
- Waki no kamae : le sabre est tenu au niveau du ventre, la pointe dirigée vers l'arrière. La lame est presque prête à couper à gyaku kesa giri.

### Hasuji— Le plan de coupe
La section de la lame d'un nippon to est symétrique et il est fait pour la coupe rectiligne. L'usage en est aussi possible sur l'adversaire. En kamae, la lame est déjà dans le plan de coupe sinon ce sera trop long, en termes de temps, pour développer l'attaque : reprendre un hasuji correct puis couper aura la mort pour résultat. Hasuji n'est pas correct pour la coupe qu'on aurait voulu armer : c'est à peu près l'idée de kiri kaeshi, de très loin l'idée de yokomen uchi.

### Les déplacements
- Ashi : le pas.
- Tsugi ashi : un pas chassé ou presque. La jambe arrière est moteur.
- Okuri ashi : un pas chassé ou presque. La jambe avant est moteur.
- Ayumi ashi : un pas, la jambe arrière passe devant.

« Les mouvements des pieds

Dans cette Voie, les jambes “yin” et “yang” signifie ne pas actionner un seul des deux pieds. Que ce soit au moment de pourfendre, au moment de se reculer, même au moment d'intercepter, les deux jambes doivent être actives : droite-gauche, droite-gauche, c'est-à-dire “yin” et “yang”. J'insiste encore une fois sur le fait qu'il ne faut jamais actionner qu'une seule jambe. Réfléchissez-y bien. »

— Musashi Miyamoto, Gorin no sho

### Sen— L'initiative
Il existe trois manières de prendre l'initiative (ce qui implique qu'à aucun moment on ne subit !) : en avançant, en restant sur place ou en reculant. D'où l'importance de savoir pourfendre ou frapper de ces trois façons.
- Sen no sen : attaquer en avançant (irimi ou iraki irimi), prendre l'initiative de l'attaque et pourfendre l'adversaire en le prenant par « surprise ». Passer de to ma à ma (casser la distance).
- Taï no sen : attaquer pendant qu’il lance son attaque. Rester en ma sur place pour transformer ma en chika ma.
- Go no sen : attaquer après que le combattant opposé a lancé son attaque (au moment de l’impact). Passer de chika ma à ma, reculer (hiki/iraki hiki).

« Trois façons de prendre l'initiative

Il y a trois initiatives différentes possibles à choisir :

1) attaquer le premier l'adversaire. C'est l'initiative de provocation.

2) l'initiative à prendre lorsque l'adversaire attaque. C'est l'initiative d'attente.

3) l'nitiative à prendre lorsque l'adversaire attaque en même temps qu'il est attaqué. C'est l'initiative mutuelle.

Ce sont là trois façons de prendre l'initiative. Dans tout combat, au début, il n'y a que ces trois façons de prendre l'initiative. Selon la façon de prendre l'initiative on peut déjà parvenir à la victoire. Donc, prendre l'initiative est la première chose à faire dans la tactique. Plusieurs détails apparaissent dans la manière de prendre l'initiative. Selon les circonstances et l'occasion, en épiant les intentions de l'adversaire, prendre l'initiative. Ainsi, l'on parvient à la victoire grâce à la sagesse de la tactique. Je ne puis décrire ici chaque cas en détail.

1) initiative de provocation : elle est de plusieurs sortes. Si vous voulez attaquer le premier, demeurez calme et, brusquement, attaquez avec rapidité et ainsi prenez l'initiative. Attaquez extérieurement fort et avec rapidité, tandis que le fond de votre esprit reste stagnant. Ou bien mettez de la force coûte que coûte dans votre esprit, et manœuvrez vos jambes un peu plus rapidement qu'à l'habitude, et aussitôt que vous approchez du côté de votre adversaire, passez à l'assaut d'un seul coup. C'est là l'initiative. Ou bien laissez votre esprit dans le vague et ayez constamment la ferme volonté de passer à l'assaut de votre adversaire du début à la fin du combat. Mettez votre force jusqu'au fond de votre esprit afin de parvenir à la victoire. Tout cela est « initiative de provocation ».

2) Initiative d'attente : lorsque votre adversaire passe à l'assaut et arrive vers vous, demeurez indifférent et faites semblant d'être faible. Lorsqu'il se rapproche encore plus, reculez fort et faites semblant de bondir en arrière. Lorsque vous découvrez que votre adversaire ralentit quelque peu son assaut, passez d'un seul coup à la contre-offensive et enlevez la victoire. C'est le premier cas. Lorsque votre adversaire passe à l'assaut, vous aussi passez encore plus fort à l'assaut. Et si le rythme de l'assaut de votre adversaire change, utilisez bien cette occasion et enlevez la victoire. C'est aussi un principe de l'initiative d'attente.

3) Initiative mutuelle : si votre adversaire a un assaut rapide, alors que le vôtre soit tranquille mais fort. Puis, lorsque votre adversaire s'approche encore plus de vous, prenez une mise en garde décisive et saisissant un instant d'hésitation chez votre adversaire, attaquez-le fort immédiatement et enlevez la victoire. Lorsque votre adversaire passe à l'assaut tranquillement, vous passez aussi à l'assaut un peu rapidement, le corps un peu décontracté. Et lorsque votre adversaire s'approche un peu plus, corrigez-le un peu, et selon ses actions, emportez fortement la victoire. Ce sont les moyens de l'initiative mutuelle. Je ne puis décrire tout en détail.

Sur la base de tout ce que je viens d'écrire, réfléchissez bien. On adopte l'une de ces trois initiatives selon les circonstances et l'avantage qu'elles présentent sur le moment. Je ne dis pas qu'il faut que vous passiez toujours le premier à l'assaut, mais tout de même, il vaut mieux avoir l'assaut de votre côté afin de manœuvrer l'adversaire. Dans tous les cas, prendre l'initiative signifie parvenir à la victoire sous l'effet de l'intelligence de la tactique. Exercez-vous bien. »

— Musashi Miyamoto, Gorin no sho

### Musubi— Le lien
Il faut agir comme si on lisait en l'adversaire. On est lié à lui, on devine ses désirs comme la meilleure des épouses pour son époux. Il faut faire le vide en soi et les intentions de l'opposant doivent résonner en nous.

« Devenez votre adversaire

“Devenez votre adversaire” signifie vous mettre complètement à sa place. Si nous voulions placer cela dans la vie quotidienne, nous pourrions le comparer à des gens qui s'imaginent qu'il est fort bien qu'un voleur soit enfermé dans une bâtisse après son méfait. Ils pensent qu'il est féroce, mais mettez-vous à la place du voleur. Seul, il tient tête à tout le monde et il est plutôt terrifié de se voir encerclé sans découvrir aucune issue. Celui qui est encerclé est comme le faisan et ceux qui lui donnent l'assaut sont comme des faucons. Méditez bien là-dessus. »

— Musashi Miyamoto, Gorin no sho